# Getstage
getstage（ゲットステージ）は、株式会社g&hが運営するWebサービスの名称である。アーティスト(ミュージシャン、ダンサー、DJ)とステージ(プロモーター、主催者)をオンラインのみでマッチングする日本初のアーティストに特化したマッチングプラットフォーム。

## 概要
日本でのエンタメ業界の不振な中でも生まれてくるスターの卵たちを後押しするためにアーティストとイベント主催者をマッチングするサービスで、「アーティストと企業を繋ぎ、そのままサービスすればいい」という思いの元に作られた。手話ダンサー集団のHANDSIGN、Sonyの “Walkman”にプレロードソングとして搭載され、全世界で発売されたMayuWakisakaなどのアーティストがメンバー登録している。
運営会社のg&hは、ネットエイジとplaywith partnersから第三者割当増資を実施している。海外では同様のサービスを展開するSonicbidsがあるが、gatstageはSonicbidsがカバーしていないアジア市場へ展開していく考え。
日本最大のフェスイベントである『サマーソニック』出場機会を与えるイベント『出れんの！？サマソニ！？2012』では投票プラットフォームの提供するなどの事業を行っている。また、東京六大学フェスやAGESTOCK等の首都圏を中心にした大型大学生団体との親睦も深く、アーティスト募集や投票プラットフォームの提供で協力関係にある。
getstageのグランドオープニングの日には、クリエイターを支援するクラウドファンディングサービスを展開するCAMPFIREと共同主催によるイベントを開催した。
原宿のカルチャーを全国、世界へ発信するカルチャーイベント『FIRST FRIYDAY HARAJUKU』公式コンテンツパートナーとして、アーティストのブッキング等も行っている。
創業メンバーは全員アーティスト出身でDJ、ダンサー、ミュージシャンらがサービスを運営、展開している。

## 沿革
- 2011年7月1日 - getstage公式ローンチ[4]。
- 2012年3月 - ぐるなびが運営するぐるなびWeddingと連携し、演出アーティストの紹介開始。
- 2012年5月 - ソーシャルメディアを利用した投票サービス「BUZZ STAGE」の提供を開始。
- 2012年5月 - 出れんの!?サマソニ!?2012 へ「BUZZ STAGE」を提供。
- 2012年7月 - 日本のバンドグループ、RIZEのボーカルJESSEのソロプロジェクト「STAND UP!PROJECT」に参画。一般アーティストが参加できるリミックスコンテストやボーカルコンテストを開催。
- 2012年12月 - アーティスト専門の非公開求人紹介サービスを開始。
- 2013年3月 - HIP HOP界のカリスマZeebraのアーティスト25周年プロジェクトとして発足された、オフィシャル ロゴコンテストを開催。
- 2013年8月 - MINMI 7月24日に発売のアルバム「I LOVE」の発売を記念したMINMI 「I LOVE」 リミックスコンテストを開催。
- 2013年9月 - 日本初！Human Beatboxerの女王を決めるコンテスト！THE GIRLS BEATBOX BATTLE 2013を開催。
- 2013年10月 - ユニバーサル作品歴代No.1大ヒットを記録した大人気映画「ワイルド・スピード EURO MISSION」の、Blu-ray&DVD発売に先駆けたプレミアムイベント「ワイルド・スピード EURO NIGHT」でプレイできるDJを決定するオンラインコンテスト「WILD DJ CONTEST Supported by getstage」の開催。
- 2014年1月 - スカルプDで有名なアンファー株式会社と国内No.1 YouTuber HIKAKINを使った動画プロモーション「スカルプDで遊ぼう！WEB動画コンテスト～HIKAKINを超えるのは君だ～」を実施、国内動画コンテストにおける最大級の応募数と投票数を記録した。
- 2014年2月 - Music Hack Day Tokyo 2014にて、Spotify賞、SoundCloud賞を受賞。
- 2014年6月 - 世界的アーティスト、エリー・ゴールディングのサマーソニック初来日記念として動画コンテストをViibarと共に開催。
- 2014年12月 - タクシー配車のUberと生演奏クリスマスソングを届けるアーティストの出演協力。
- 2015年2月 - ONE OK ROCK plus Support Act "35xxxv" JAPAN TOUR のサポートアクトアーティストを決める「ONE OK ROCK plus Support Act "35xxxv" JAPAN TOUR」を開催。
- 2015年5月 - ソーシャルスター発掘オーディションサービス「NEXT STAR」システム協業。第40回ホリプロ タレントスカウトキャラバン初のWeb選考を実施。

## サービス
ミュージシャンやダンサー、DJ、パフォーマーに特化したクラウドソーシングサービスで、非対面のままイベントやライブの出演マッチングができる。
アーティストを探してる人（ファウンダー）が、ステージ登録を行う際は、簡単な審査があり質の高いイベント・ライブが多いのが特徴。利用料は完全無料。ノルマを課すイベントやステージ、高額な出演費を伴うイベントやステージの掲載はできない仕組みになっている。
コンテスト型マーケティングサービス『BUZZ STAGE』は企業・ブランドや広告代理店が有料にて利用することができる国内唯一のコンテスト型マーケティングサービス。TwitterとFacebookと連携した投票システムを独自開発し、ソーシャルメディアで企業やブランドのプロモーションをしながら、ファン、フォロワーを直接的に獲得できるシステム。
企業やブランドは新しい商品やサービスの認知拡大プロモーションしながら、SNSのファンを同時に獲得する。セレブアーティストやレーベル・事務所が活用する際は新曲のプロモーションやアーティスト同士のマッシュアップ、ライブチケット販促を可能し、多くのファンを巻き込むシステムとなっている。